# Oligota scripta
Oligota scripta är en skalbaggsart som beskrevs av Sharp 1880. Oligota scripta ingår i släktet Oligota och familjen kortvingar.

## Underarter
Arten delas in i följande underarter:
- O. s. scripta
- O. s. laetior